# Muzeum Wyrzutni Rakiet w Rąbce
Muzeum Wyrzutni Rakiet w Rąbce – muzeum, adresowo znajdujące się w Rąbce, będącej dzielnicą Łeby, natomiast faktycznie położone na terenie gminy Smołdzino. Placówka znajduje się na terenie Słowińskiego Parku Narodowego, a jej właścicielem jest firma „Stamir” s.c. Mirosław Nastały Stanisław Horanin z Łeby.
Muzeum mieści się na dawnym poligonie rakietowym, powstałym w 1940 roku. Podczas II wojny światowej, w latach 1940–1945 Niemcy prowadzili tu próby z pociskami rakietowymi w ramach projektów „Rheintochter” oraz „Rheinbote” (V4). Po zakończeniu działań zbrojnych teren poligonu przejęła Armia Czerwona. Następnie, w latach 1967–1974 utworzono tu Stację Sondażu Rakietowego, w ramach której testowano polską rakietę meteorologiczną „Meteor".
Aktualnie w ramach muzealnej ekspozycji prezentowane są rakiety z różnych okresów (począwszy od lat II wojny światowej) oraz ich elementy, zabudowania z okresu wojny: bunkier dowodzenia, lej wyrzutni, fundamenty stacji radiolokacyjnych oraz fundamenty hali montażowej, a także inne militaria. Ponadto w poniemieckich pomieszczeniach urządzono wystawy: „Łeba w starej fotografii” oraz galerię burmistrzów miasta. Na terenie muzeum znajduje się również wieża widokowa.
Muzeum jest placówką sezonową, czynną od maja do października. Wstęp jest płatny.

## Galeria

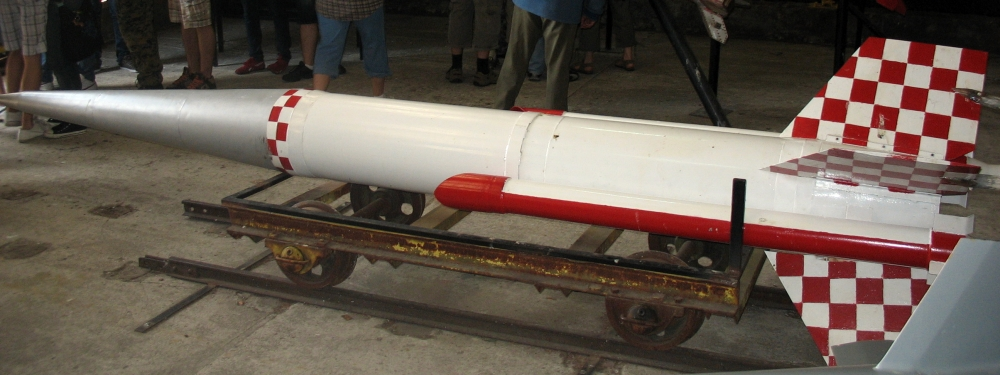
Rakieta Meteor-2
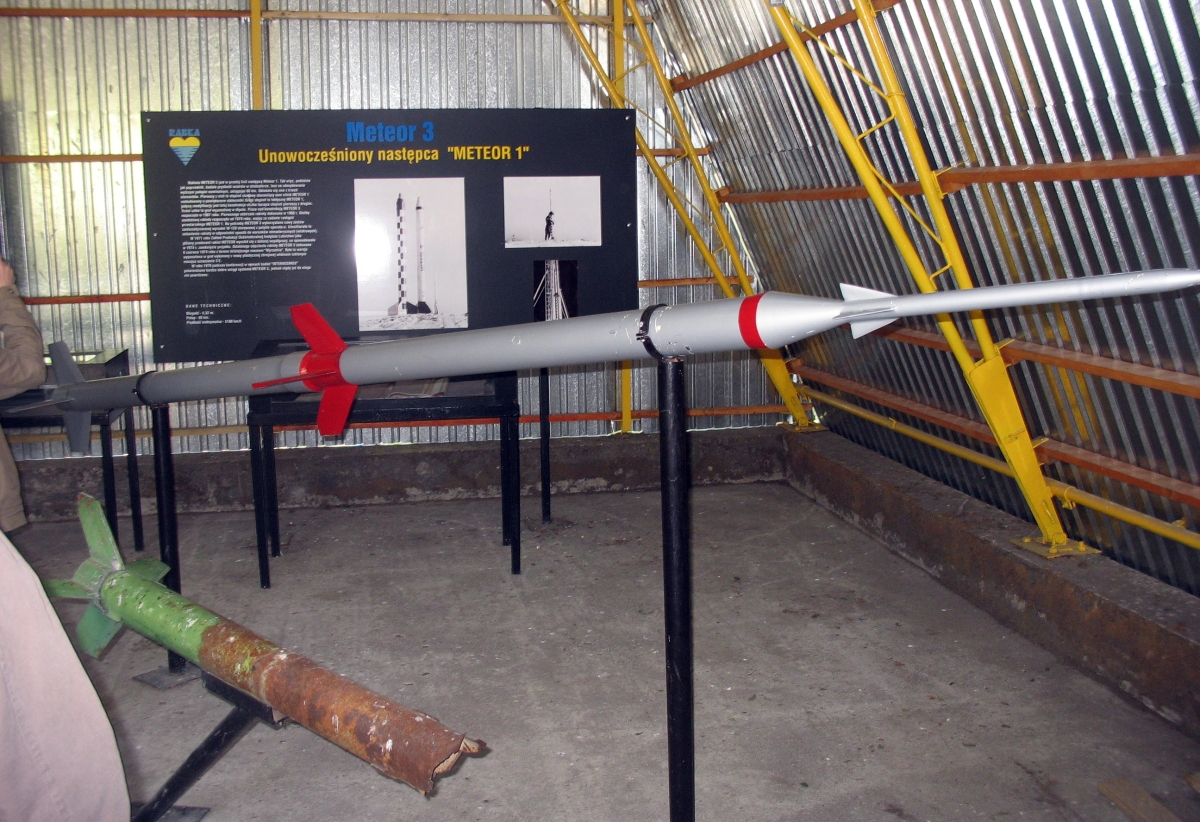
Rakieta Meteor-3
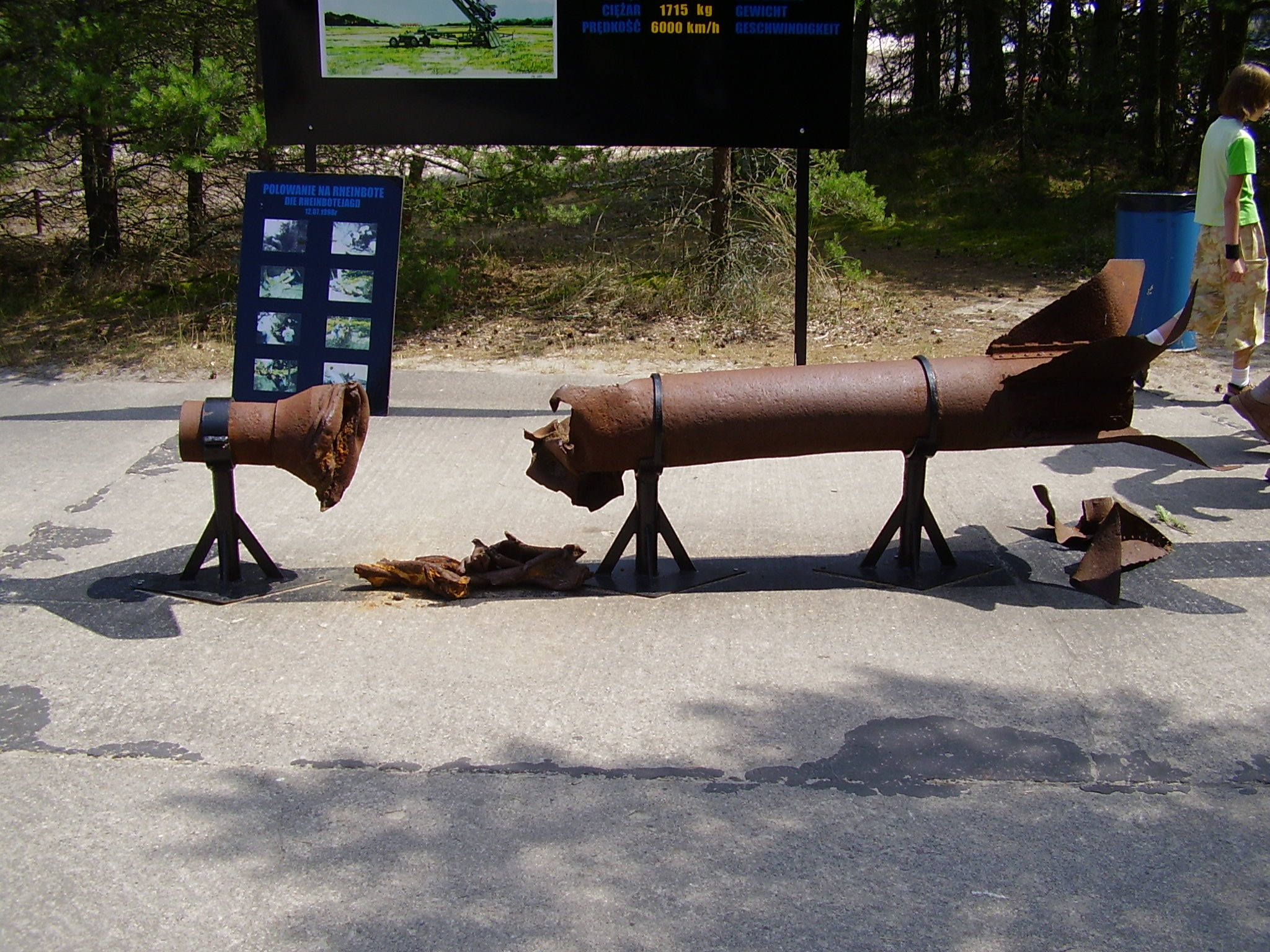
Ekspozycja muzeum
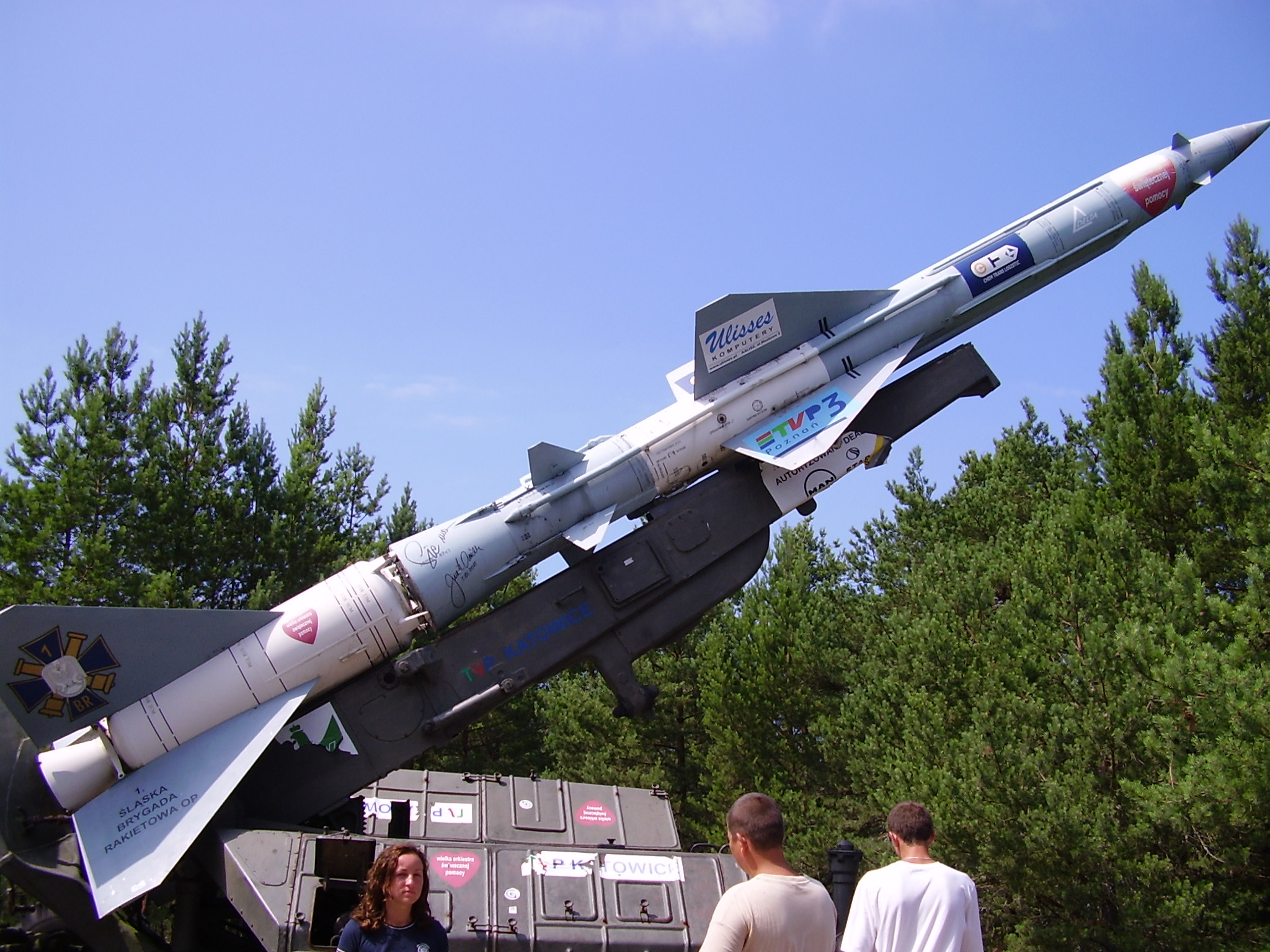
Ekspozycja muzeum
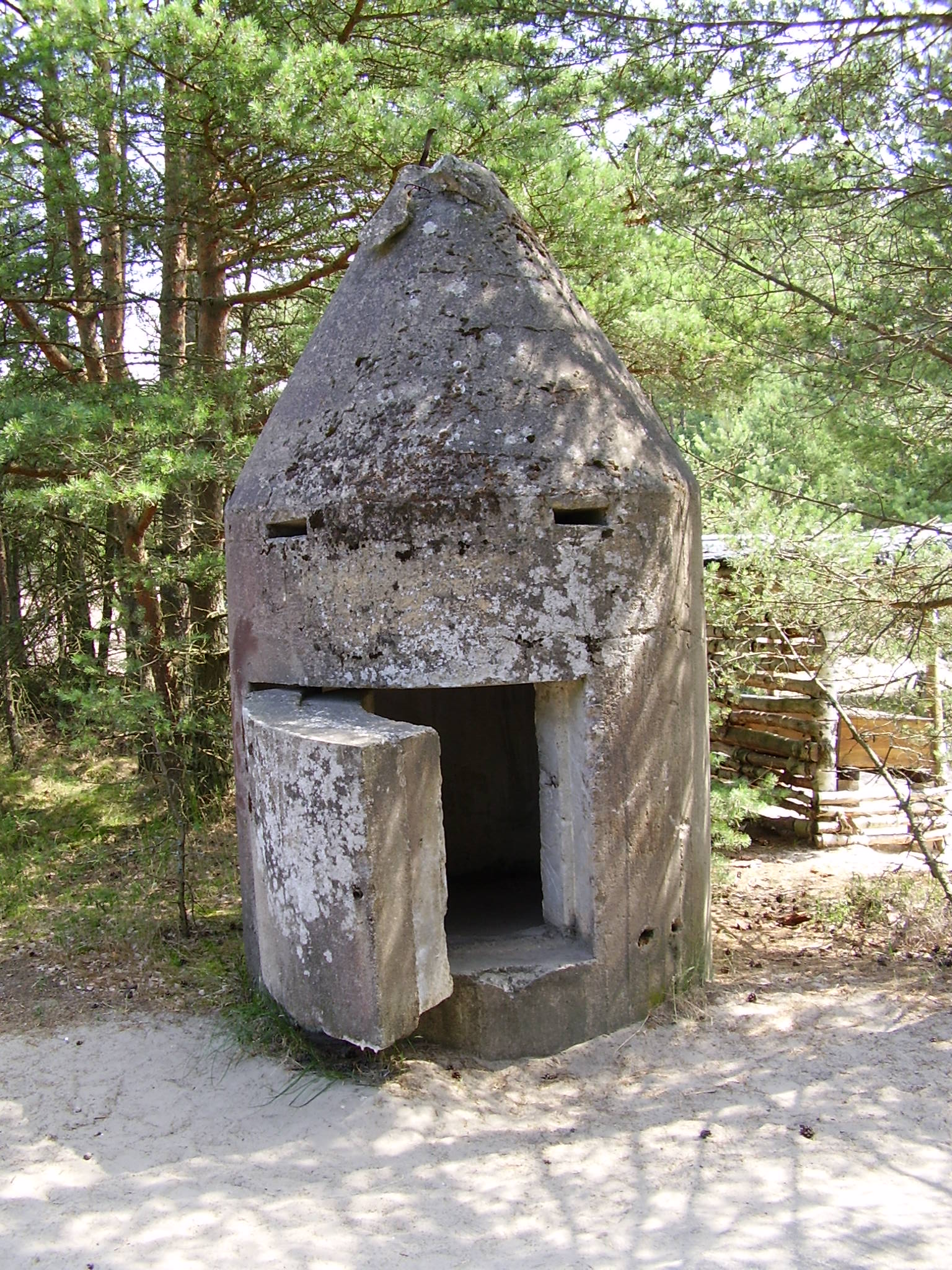
Ekspozycja muzeum
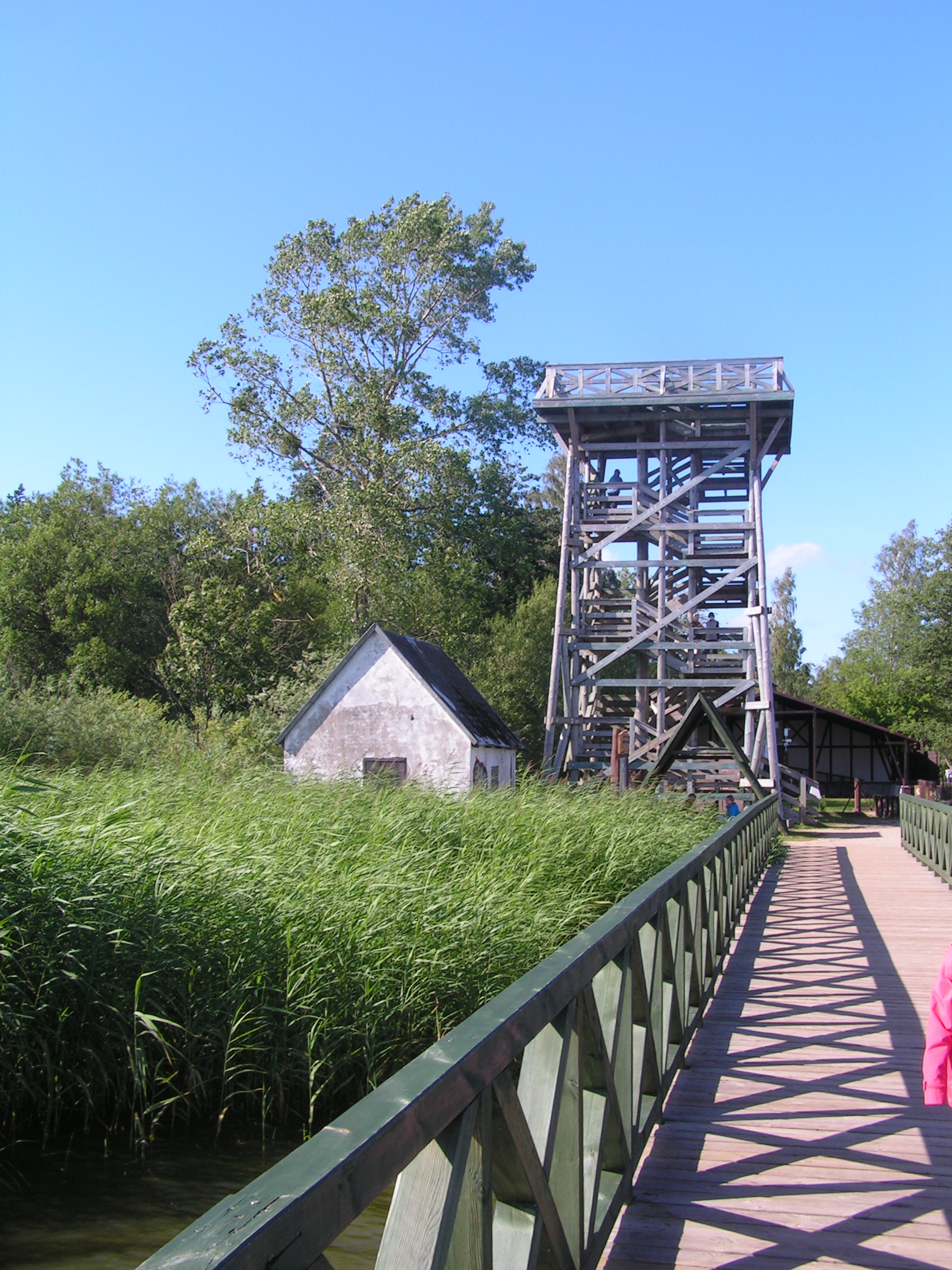
Wieża widokowa